# Parc public Humboldthain
Le parc public Humboldthain (Volkspark Humboldthain) est un parc public à Berlin-Gesundbrunnen.

## Géographie
Au sein de l'arrondissement de Mitte, le parc est entouré par la Brunnenstraße (de) à l'est, la Gustav-Meyer-Allee au sud, la Hussitenstraße à l'ouest, par la Hochstraße et en parallèle par la S-Bahn au nord.
La gare de Berlin Humboldthain située à proximité procure un accès privilégié au jardin public. Elle est desservie par les lignes S1, S2, S25 et S26.

## Histoire

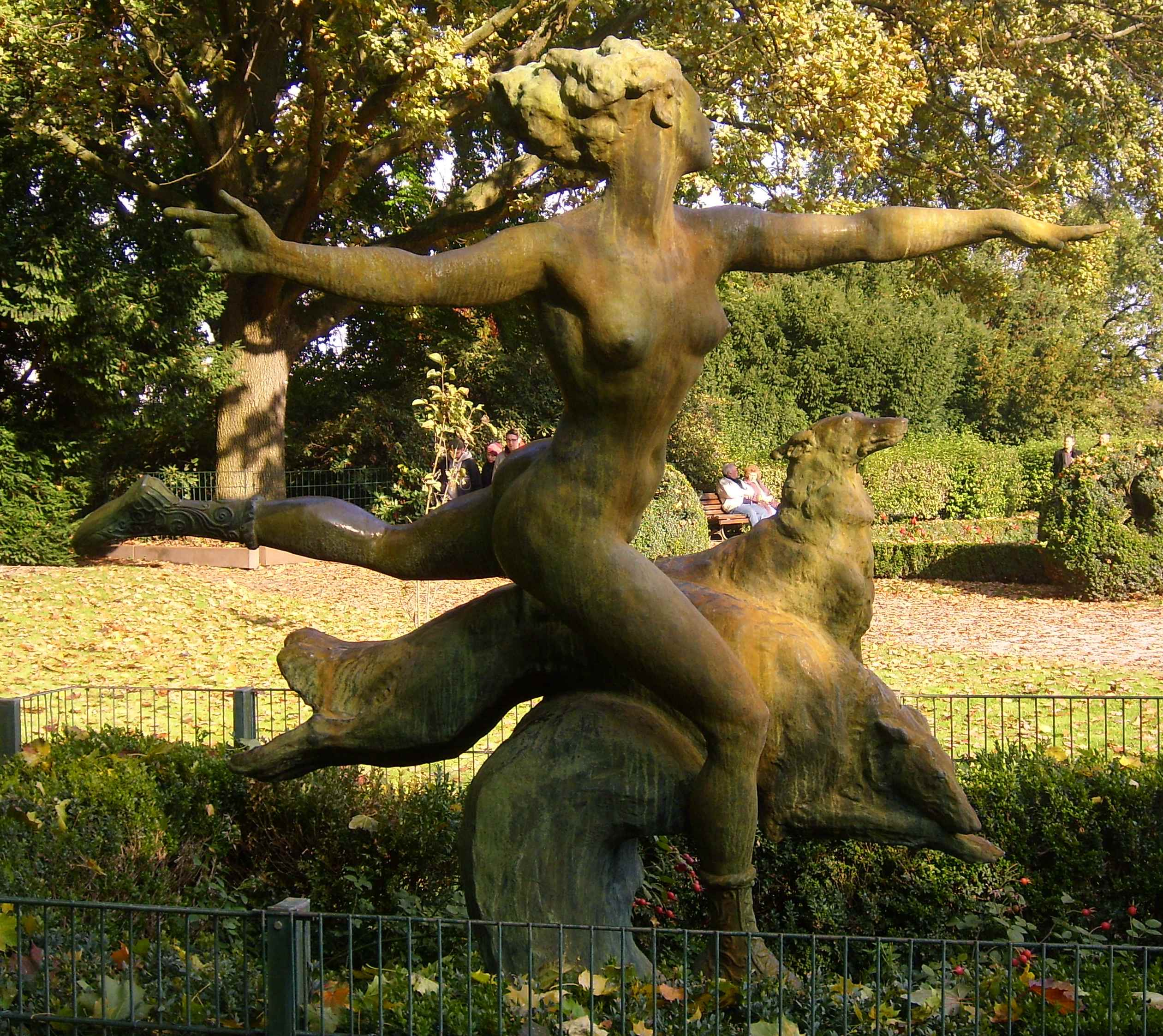
« Diane aux lévriers » (Diana und die Jagdhunden), un bronze de 1929 du sculpteur Walter Schott.

La construction du jardin public commence le 14 septembre 1869 pour le centième anniversaire d'Alexander von Humboldt et est finie en 1876.
.
Durant la Seconde Guerre mondiale, en 1941 et 1942, on bâtit deux tours de Flak dans le jardin. La rapide élévation est possible grâce à des travailleurs en grand nombre. La tour sud, surnommée "Tour de plomb", est détruite après la guerre et presque entièrement recouverte de gravats et sert l'hiver pour faire de la luge, la tourelle nord est détruite partiellement et remblayée. Elle est aujourd'hui une plate-forme d'observation appelée "Humboldthöhe". La sculpture en aluminium est l'œuvre d'Arnold Schatz, elle date de 1967 en espérance da la réunification.
L'ancien site de l'église de l'Assomption (de) dans Brunnenstraße est détruit, l'église est reconstruite ailleurs. À sa place, on y a mis une roseraie. En son centre se trouve depuis 1987 la figure d'une nymphe chasseresse ou de Diane aux lévriers, un bronze de 1929 du sculpteur Walter Schott. La sculpture fut donnée en 1953 par AEG pour le quartier de Wedding.
Grâce à l'association Berliner Unterwelten (de), des secteurs de la tour sont ouverts. Durant l'été, des visites sont proposées et l'hiver, elle abrite des chauves-souris. La tour de Flak abrite environ 250 animaux.
Il y a dans le parc un vignoble semblable à celui du Kreuzberg, la récolte de raisin permet le pressage de 200 bouteilles de vin.
Le mur nord du grand bunker et la paroi du petit bunker servent pour la section berlinoise de la Deutscher Alpenverein de murs d'escalade difficiles.